# Josef Karrer
Josef Karrer, nemški rokometaš, * 3. marec 1939, Großwallstadt.
Leta 1972 je na poletnih olimpijskih igrah v Münchnu v sestavi zahodnonemške rokometne reprezentance osvojil šesto mesto.